# Плескавиця
Пле́скавиця (серб. пљескавица / pljeskavica) — страва у вигляді круглої плоскої котлети з рубаного м'яса, популярна на Балканах. Плескавицю їдять у Сербії, Боснії і Герцеговині, Хорватії. Також їх готують у Чорногорії, Північній Македонії, Румунії, Словенії та Болгарії. Традиційна плескавиця готується з суміші яловичини та свинини на грилі та подається гарячою з гарніром (у Белграді), хлібом, сиром тощо. Плескавиці бувають звичайні, гурманські та фаршировані.
Останнім часом плескавиця набула популярності в Європі та готується в спеціальних ресторанах швидкого харчування в Німеччині, Швеції та Австрії, тобто в країнах зі значними діаспорами народів країн колишньої Югославії. Часто подається з каймаком, айваром і урнебесом — сиром, змішаним з гострим соусом.